# Pico da Contenda (Fajã de Cima)
O Pico da Contenda é uma elevação portuguesa localizada no concelho de Ponta Delgada, quase dentro da cidade de Ponta Delgada, ilha de São Miguel, arquipélago dos Açores.
Este acidente geológico tem o seu ponto mais elevado a 289 metros de altitude acima do nível do mar. Nas suas imediações encontra-se a aldeia da Carreira, a localidade da Fajã de Cima, o Pico dos Bodes, e a Serra Gorda.